# Партизански отряд „Никола Парапунов“
Партизански отряд „Никола Парапунов“ е подразделение на Четвърта Горноджумайска въстаническа оперативна зона на НОВА по време на партизанското движение в България (1941-1944). Действа в района между Разлог и Западните Родопи.
Първите партизани в Разложко, Никола Парапунов, Костадин Катранджиев, Крум Радонов и Никола Рачев, създават през юли 1941 г., Разложката чета. Командир на четата е Никола Парапунов. Снабдява се с оръжие от разбитата отбранителна линия Метаксас при нападението на Третия райх срещу Гърция.
През 1942 г. в околностите на с. Белица е създадена Белишката чета „Яким Цоков“. Води тежък бой с полицейски подразделения през май 1943 г., атакува с. Белица.
През месец август 1943 г. в местността „Хайдушка поляна“, близо до с. Белица, се формира Разложкият отряд при обединението на Разложката и Белишката чета. Командир на отряда е Крум Радонов, политкомисар Георги Мадолев. Води бой при м. „Башлиица“, овладява четири горски стопанства в Разложко и Беличко. През февруари 1944 г. боди бой при с. Елешница.
От май 1944 г. се наименува на загиналия партизански командир Никола Парапунов. Разраства се и се подразделя на три батальона, действащи в района на Южна Рила, местността „Предела“ и гр. Банско. В периода април-септември 1944 г. провежда акции в с. Елешница, с. Горно Драглище и с. Долно Драглище.
В началото на август 1944 г. се включва в сборния Рило-Пирински отряд и участва в Жабокрекската акция от 24 август 1944 г.
На 9 септември 1944 г. отрядът участва в установяването на властта на Отечествения фронт в гр. Разлог, гр. Банско и села в околността.

## Участници
- Крум Радонов – командир
- Иван Тричков – командир на Белишката чета „Яким Цоков“
- Георги Мадолев – политически комисар
- Иван Козарев – командир на чета
- Никола Парапунов – първи командир
- Кръстьо Стойчев – политически комисар
- Иван Апостолов
- Никола Банков
- Георги Боков
- Асен Лагадинов
- Костадин Лагадинов
- Кръстю Тричков
- Георги Топалов